# Ormetica interrupta
Ormetica interrupta là một loài bướm đêm thuộc phân họ Arctiinae, họ Erebidae.